# ТЕЦ Шопениці
ТЕЦ Szopienice — теплоелектроцентраль на півдні Польщі у місті Катовіце.
Для забезпечення потреб заводу з обробки кольорових металів Huta Metali Nieżelaznych Szopienice у 1960-х спорудили теплоелектроцентраль. Вона мала чотири вугільні парові котли виробництва рацибузької компанії Rafako типу OR-32, введені в експлуатацію у 1962—1964 роках. Крім того, в 1964-му стала до ладу турбіна угорської компанії Lang потужністю 8,5 МВт, а в 2001-му запустили другу турбіну з показником 3 МВт.
У 1977-му станцію підсилили п'ятим паровим котлом OR-32, а у 1980-му встановили водогрійний котел WR-25.
У 2003-му ухвалили рішення про демонтаж двох котлів OR-32, водогрійного котла та турбіни Lang. Після цього теплова та електрична потужність ТЕЦ стала дорівнювати 78 МВт та 3 МВт відповідно.
Для видалення продуктів згоряння в 1962-му та 1977-му спорудили два димарі заввишки 85 метрів та 70 метрів відповідно.